# Weinbergshof

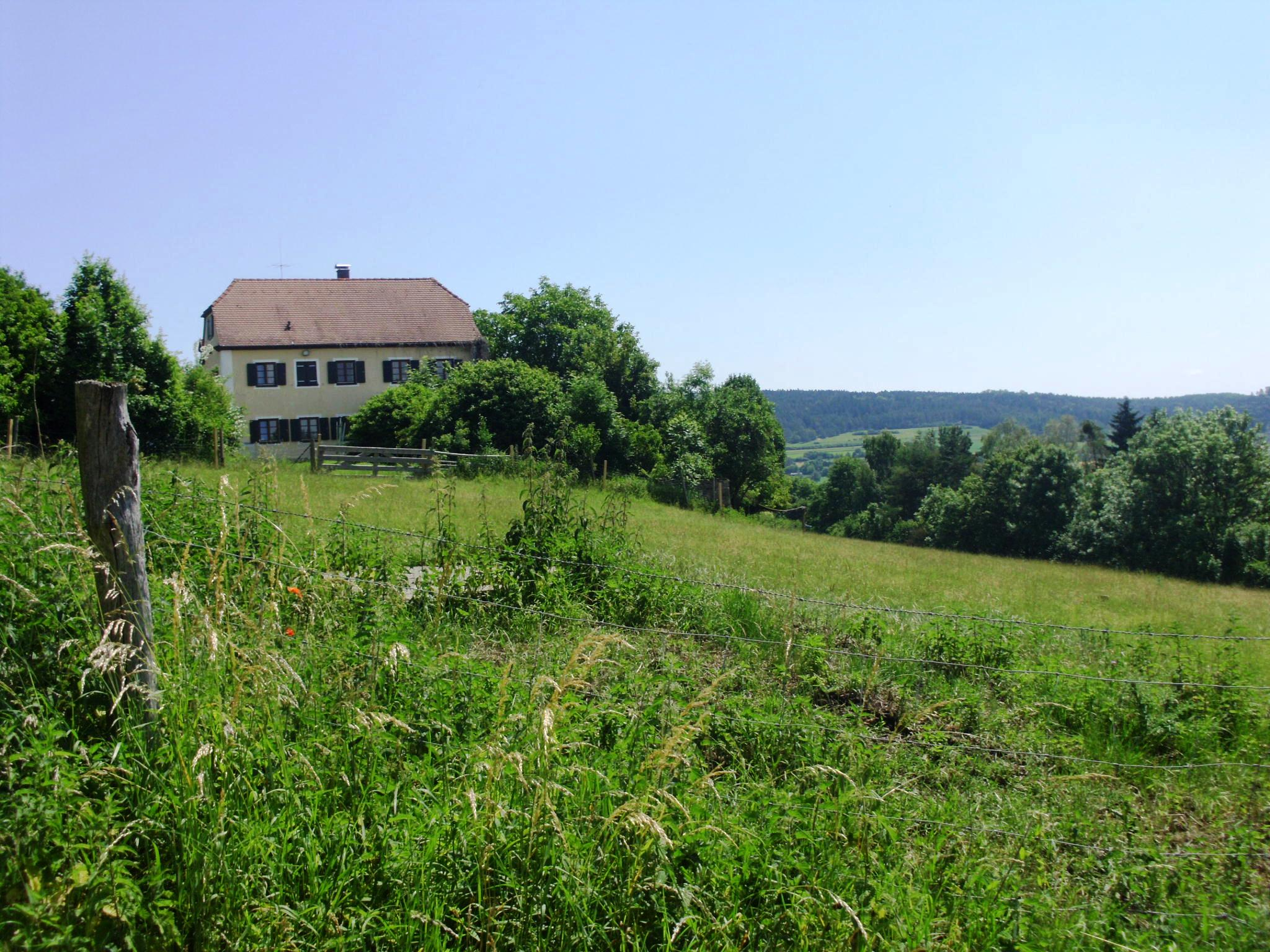
Weinbergshof Nr. 2: Zweigeschossiges Bauernhaus mit Halbwalmdach aus dem frühen 19. Jahrhundert

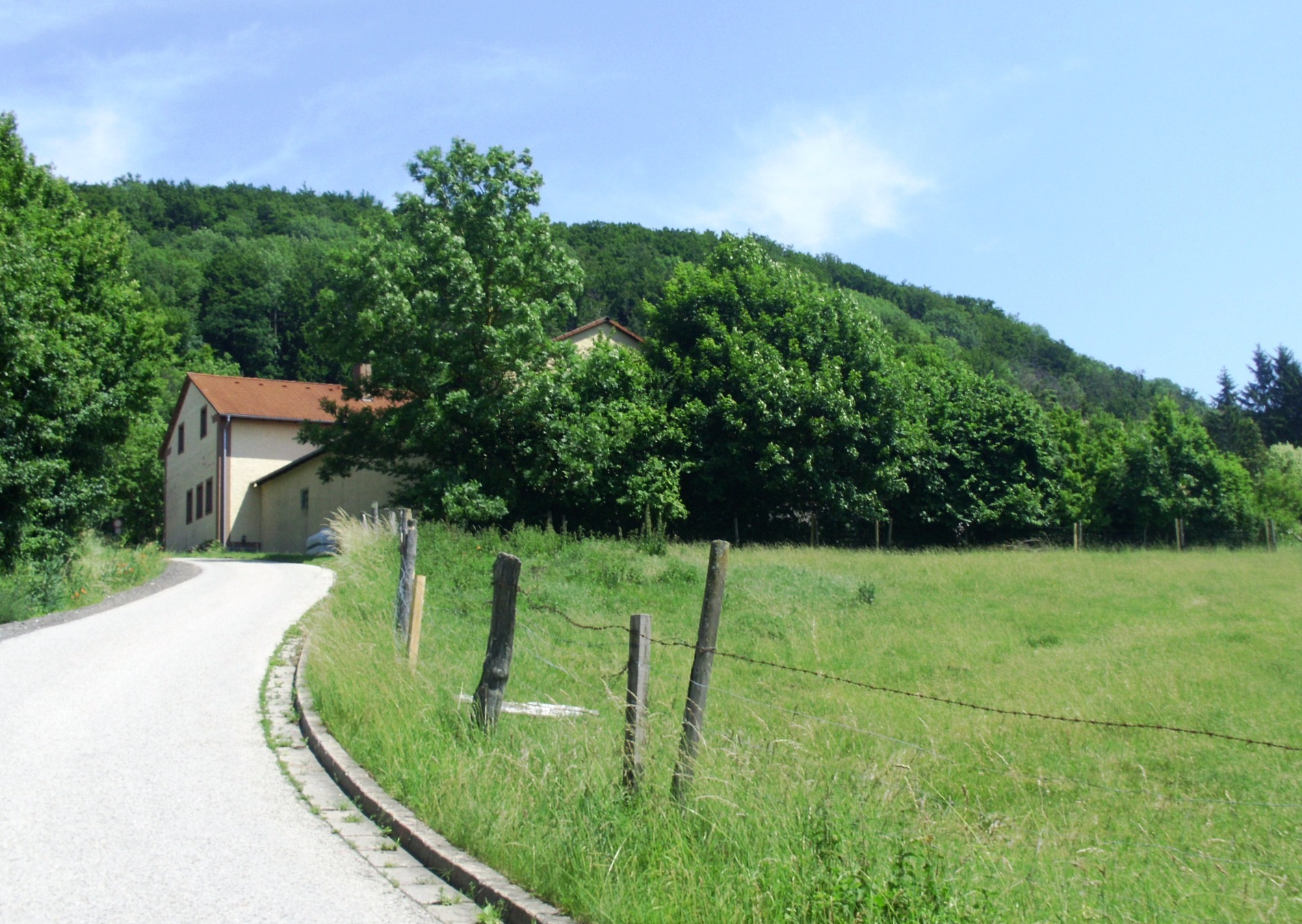
Westlicher Teil des Weinbergshofs

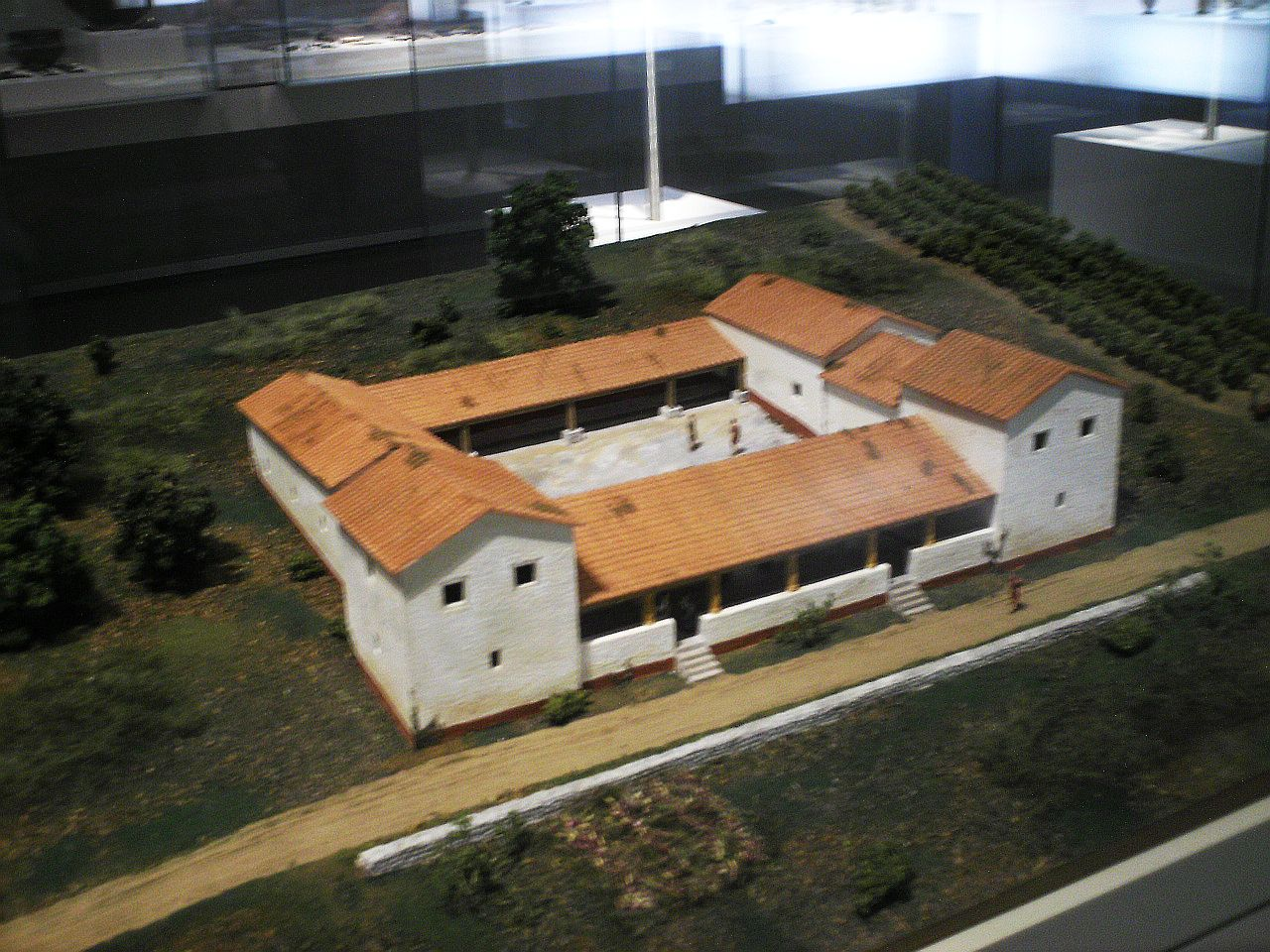
Rekonstruktionsmodell der Treuchtlinger Villa rustica

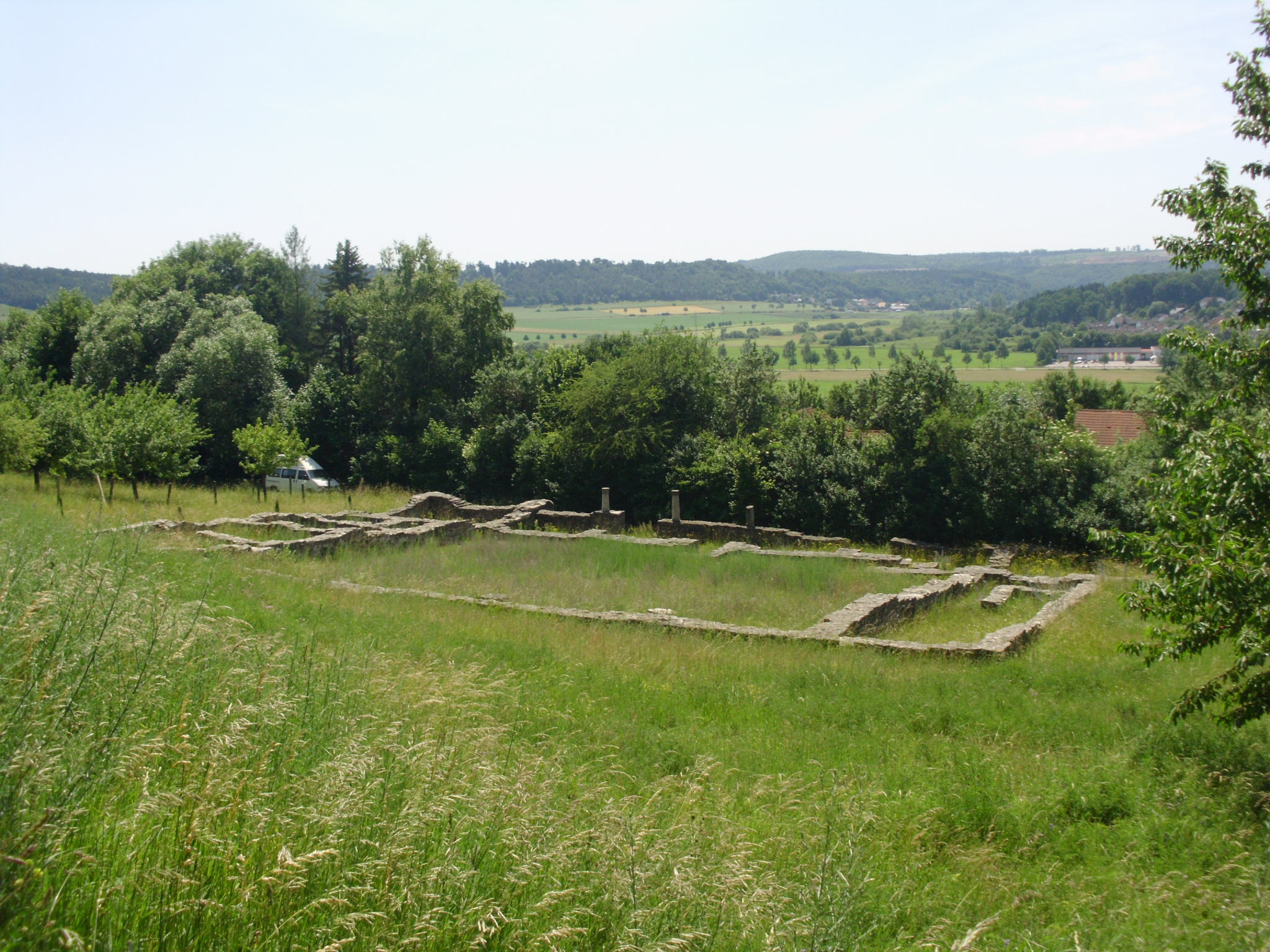
Der als Bodendenkmal restaurierte Grundriss des Hauptgebäudes der Villa rustica am Weinbergshof

Weinbergshof ist ein Gemeindeteil der Stadt Treuchtlingen im Landkreis Weißenburg-Gunzenhausen (Mittelfranken, Bayern). Weinbergshof liegt in der Gemarkung Schambach.

## Lage
Die Einöde liegt in der Südlichen Frankenalb an der Südseite des Treuchtlinger Nagelbergs. Zu erreichen ist Weinbergshof über die Treuchtlinger Kästleinsmühlenstraße.

## Geschichte
Circa 150 Meter südsüdwestlich von Weinbergshof wurde eine urnenfelderzeitliche Siedlungsstelle gefunden. Nordöstlich an den Weinbergshof angrenzend, ist eine römische Villa rustica mit Nebengebäuden und Badeanlagen aus dem 2./3. nachchristlichen Jahrhundert durch die Luftbildarchäologie entdeckt und 1982/1984 ausgegraben worden.
Der „Weinbergs Hoff“ ist erstmals 1444/1461 belegt. Auf ihm sitzt 1534 ein Veit Wolff. Der Ortsname wird gedeutet als „Zu dem Hof am Weinberg“. 1547 veräußerte Hans Röler zum Neuendorf den Hof an Anna von Pappenheim. 1561 verkaufte Christoff von Pappenheim den „Hof zum Weinberg“ an seinen Vetter Hans Georgen. 1644 wurde der „Weinbergshoff“ dem ansbachischen Verwalteramt Treuchtlingen unterstellt. Am Ende des Heiligen Römischen Reiches bestand Weinbergshof aus zwei Anwesen, die an das seit 1792 preußische ehemalige ansbachische Verwalteramt Treuchtlingen zinsten und unter der Fraisch der Pappenheimer standen. Kirchlich gehörte der Weiler zur evangelischen Pfarrei Treuchtlingen.
Im Königreich Bayern wurde Weinbergshof mit dem Kirchdorf Schambach und dessen Mühlen 1808 dem Steuerdistrikt Dietfurt zugewiesen. Als 1818 wurde die Ruralgemeinde Schambach gebildet wurde, gehörte dieser auch Weinbergshof an. Im Zuge der Gebietsreform in Bayern ließ sich die Gemeinde am 1. Januar 1972 nach Treuchtlingen eingemeinden.
1831 und 1846 ist ein Wirtshaus erwähnt. Die im späten 19. Jahrhundert beliebte Ausflugsgaststätte, ein Bau von 1587, steht seit 1985/86 im Fränkischen Freilandmuseum Bad Windsheim. Heute existieren auf dem Weinbergshof Ferienwohnungen und ein Hofladen.

### Einwohnerzahlen
- 1818: 16 Einwohner[9]
- 1824: 08 Einwohner in 2 Anwesen[9]
- 1846: 18 Einwohner (2 Familien), 2 Häuser, 1 Bierschenke; zur Pfarrei und Schule Treuchtlingen gehörend.[14]
- 1861: 17 Einwohner, 3 Gebäude[15]
- 1950: 14 Einwohner in 2 Anwesen[9]
- 1961: 09 Einwohner, 2 Wohngebäude[16]
- 1987: 06 Einwohner, 2 Wohngebäude[1]